# Arhyssus confusus
Arhyssus confusus är en insektsart som beskrevs av Goverdhan Lal Chopra 1968. Arhyssus confusus ingår i släktet Arhyssus och familjen smalkantskinnbaggar. Inga underarter finns listade i Catalogue of Life.